# Abaria electa
Abaria electa là một loài Trichoptera trong họ Xiphocentronidae. Chúng phân bố ở vùng nhiệt đới châu Phi.